# Eleccions legislatives al Kazakhstan de 2004
El 19 de setembre i el 3 d'octubre de 2004 es van celebrar les dues voltes de les eleccions legislatives al Kazakhstan. El partit Nur Otan va obtenir 42 dels 77 escons, aconseguint la majoria en el Majilis.

## Context
En 2003 l'economia kazakh es va recuperar, amb una taxa de creixement del PIB del 9,2%, una de les més altes dels països de la CEI. La causa principal es va deure a l'augment del cost del petroli a conseqüència de la guerra de l'Afganistan dirigida pels Estats Units, que va permetre al govern pagar els seus deutes i augmentar les pensions, els salaris mitjans i millorar els serveis mèdics. La qualitat de vida a Kazakhstan va anar millorant, ja que els salaris mitjans mensuals van augmentar fins a uns 28.000 tenge (198 dòlars), és a dir, un 8,3% més que en 2002. No obstant això, aquest augment no es va repartir uniformement. Alguns grups es van beneficiar enormement de l'augment salarial, mentre que al voltant del 25% dels kazakhs, sobretot en els districtes del sud-oest i a les regions pròximes a la mar Càspia, continuaven vivint per sota del llindar de la pobresa.
Malgrat les millores econòmiques i socials, Kazakhstan va tenir problemes amb la falta de mitjans de comunicació independents, un pobre historial en matèria de drets humans i el tracte injust a periodistes independents, com el cas de Serguei Duvanov, detingut a l'octubre de 2002, pocs dies abans de viatjar als Estats Units per a parlar de la corrupció i la situació de la mediació kazakh, quan va ser acusat d'agredir sexualment a una menor. A causa de la pressió internacional, inclosa la del secretari d'Estat estatunidenc Colin Powell, Duvanov va ser posat en llibertat el gener de 2004.
En els anys anteriors a les eleccions, els partits polítics s'havien afeblit considerablement. El procés de reinscripció de partits en la primavera de 2003 va afectar especialment l'oposició, a causa d'una llei que elevava a 50.000 el nombre mínim d'afiliats perquè els partits poguessin inscriure's. Diversos partits de l'oposició no van poder complir aquest requisit.

## Reaccions
El vicepresident de l'Assemblea Parlamentària de l'OSCE, Ihor Òstaix, va declarar: «En molts aspectes, les eleccions parlamentàries a Kazakhstan no compleixen els estàndards de l'OSCE i del Consell d'Europa per a la celebració d'eleccions democràtiques».